# Igreja de São Nicolau de Ruská Bystrá
A Igreja de São Nicolau de Ruská Bystrá é uma igreja greco-católica situada na aldeia de Ruská Bystrá.

## História
A igreja foi construída em madeira em 1730 pelos paroquianos. Em 7 de julho de 2008, a igreja juntamente com outros sete monumentos foi declarada património mundial da UNESCO sob o nome de " Igrejas de madeira da parte eslovaca da área montanhosa dos Cárpatos ".